# 郡 (挪威)
郡是挪威的第一級行政區划单位。挪威下分为15个郡。郡下再划分为356个市鎮。斯瓦尔巴和揚馬延的岛屿领土不属于任何郡份，而是直接受辖于中央政府。首都奥斯陆既是一个郡，也是一个市镇。
2017年挪威政府决定废除一些郡份，并将它们合并为更大一点的郡份，郡份数量从19个降为11个，并在2020年1月1日起执行。但这引起了公众的反对，一些人呼吁撤销这些改革。2022年6月14日挪威議會表决通过撤销部分改革的内容，自2024年1月1日起挪威共有15个郡。三个新近合并的郡份，即西福尔-泰勒马克郡、维肯郡和特罗姆斯-芬马克郡被撤销，而合并前的原郡份重新设立。但这些郡份的范围稍有变化，因为在2020年的改革中有的分属于不同郡份的市镇合并到一起了，而有的市镇则划至另外的郡份。

## 郡份列表
下表列出挪威自2024年1月1日起的郡份及其首府。各郡由中央政府指定人选和在较低程度上本地选出的代表共同管理。各郡的编号来自国际标准ISO 3166-2:NO。最初时编号的顺序是从东南方向瑞典边境开始直至东北方向俄罗斯边境为止，但随着郡份的合并不再保留这个顺序。
斯瓦尔巴和揚馬延的岛屿领土在这个郡份区划系统之外。斯瓦尔巴由斯瓦尔巴行政长官来管理，揚馬延则由诺尔兰郡的郡长来管理（但不属于诺尔兰郡）。
| 標準編號 | 郡份              | 挪威语原名 | 行政中心     | 面积（平方公里） | 人口    |
| -------- | ----------------- | ---------- | ------------ | ---------------- | ------- |
| NO-03    | 奥斯陆            |            | 奥斯陆       | 454.12           | 700,000 |
| NO-11    | 罗加兰郡          |            | 斯塔万格     | 9377.10          | 475,000 |
| NO-15    | 默勒-鲁姆斯达尔郡 |            | 莫尔德       | 14355.62         | 270,000 |
| NO-18    | 诺尔兰郡          |            | 博德         | 38154.62         | 239,000 |
| NO-31    | 东福尔郡          |            | 萨尔普斯堡   | 4180.7           | 299,647 |
| NO-32    | 阿克什胡斯郡      |            | 奥斯陆       | 4918.0           | 630,752 |
| NO-33    | 布斯克吕郡        |            | 德拉门       | 14908.0          | 284,955 |
| NO-34    | 内陆郡            |            | 哈马尔       | 52072.44         | 375,000 |
| NO-39    | 西福尔郡          |            | 滕斯贝格     | 2167.7           | 253,555 |
| NO-40    | 泰勒马克郡        |            | 希恩         | 15298.16         | 175,546 |
| NO-42    | 阿格德尔郡        |            | 克里斯蒂安桑 | 16434.12         | 299,000 |
| NO-46    | 韦斯特兰郡        |            | 卑尔根       | 33870.99         | 632,000 |
| NO-50    | 特伦德拉格郡      |            | 斯泰恩谢尔   | 42201.59         | 465,000 |
| NO-55    | 特罗姆斯郡        |            | 特罗姆瑟     | 26189.43         | 168,340 |
| NO-56    | 芬马克郡          |            | 瓦德瑟       | 48637.43         | 75,540  |

## 管理机构
每个郡份有两个主要的管理机构：郡政府和郡长。
郡政府（Fylkeskommune）下有郡议会（Fylkesting），其成员由郡内居民选举而来。郡政府主要负责中级教育、公交机构、区域公路规划、文化及其他领域。
郡长（Statsforvalteren）则是挪威中央政府直接管理的权力机构。郡长监督市镇的运作，并接受居民针对市镇的行政上诉。郡长也掌管不属于市镇权力范围内的中央政府的行政权。